# Ulrich Thomsen
Ulrich Thomsen (Odense, 1963. december 6. –) dán színész.

## Élete és pályafutása
1963. december 6-án született Odenseben. Tanulmányait a Dán Nemzeti Színház -és Kortárs Tánc Iskolában végezte, 1993-ban diplomázott. Ezután Koppenhágában lépett fel számos színpadi darabban.
Első apró filmszerepét 1994-ben Ole Bornadaltól kapta az Éjféli játszma című horrorban. Az áttörést Thomas Vinterberg Születésnap című rendezése hozta el számára 1998-ban. Gyakran dolgozott együtt Susanne Bierrel és Anders Thomas Jensennel. 1999-ben fontos szerepet kapott A világ nem elég című James Bond-moziban, azóta több angol nyelvű produkcióban is szerepelt, és hazáján kívül is ismertté vált.
2010-ben az egyik főszerepet kapta Susanne Bier Egy jobb világ című munkájában, amely elnyerte az Oscar-díjat legjobb nemzetközi játékfilm kategóriában.

## Fontosabb filmjei
- 2011 - A dolog (The Thing) - Dr. Sander Halvorson
- 2011 - Boszorkányvadászat (Season of the Witch) - Eckhart
- 2010 - Egy jobb világ (Hævnen) - Claus
- 2010 - A kilencedik légió (Centurion) - Gorlacon
- 2009 - Az áruló szív (Tell-Tale) - Dr. Lethe
- 2009 - Kettős játék (Duplicity) - Big Swiss Suit
- 2009 - A bűn árfolyama - (The International) - Jonas Skarssen
- 2008 - Tükör/Szilánk (The Broken) - Dr. Robert Zachman
- 2007 - Ópium - Egy elmebeteg nő naplója (Opium - Diary of the Madwoman) - Dr. Brenner
- 2007 - Hitman – A bérgyilkos (Hitman) - Mikhail Belicoff
- 2005 - Allegro - Zetterstrøm
- 2005 - Mennyei királyság (Kingdom of Heaven) - templomos lovagmester
- 2005 - Ádám almái (Adams æbler) - Adam Pedersen
- 2004 - Testvéred feleségét... (Brødre) - Michael
- 2003 - Blueprint - A másolat (Blueprint) - Dr. Martin Fisher
- 2003 - Az örökség (Arven) - Christoffer
- 2002 - Magassági mámor (Killing Me Softly) - Klaus
- 2002 - Max - Mayr százados
- 2001 - Bella Martha - Sam Thalberg
- 2000 - Gengszterek fogadója (Blinkende lygter) - Peter
- 1999 - A világ nem elég (The World Is Not Enough) - Sasha Davidov
- 1998 - Születésnap - (Festen) - Christian
- 1994 - Éjféli játszma (Nattevagten) - bajkeverő a kocsmában

## Fordítás
- Ez a szócikk részben vagy egészben  az   Ulrich_Thomsen című angol Wikipédia-szócikk fordításán alapul.  Az eredeti cikk szerkesztőit annak laptörténete sorolja fel. Ez a jelzés csupán a megfogalmazás eredetét és a szerzői jogokat jelzi, nem szolgál a cikkben szereplő információk forrásmegjelöléseként.